# 자가면역성용혈성빈혈
자가면역성용혈성빈혈(自家免疫性溶血性貧血, 영어: autoimmune hemolytic anemia 또는 autoimmune haemolytic anaemia, AIHA)은 인체의 적혈구에 대항하는 항체가 생성되어 용혈을 일으키면서 용혈성 빈혈이 발생하는 질병이다.

## 분류
자가면역성용혈성빈혈은 온난 항체형 자가면역용혈성빈혈, 저온 항체형 자가면역용혈성빈혈로 분류할 수 있다. 이러한 분류는 발병에 동반되는 항체의 특징에 따라 결정된다. 각각 서로 다른 기반이 되는 병인, 관리, 예후가 있으며 자가면역성용혈성빈혈 환자를 치료할 때 분류는 중요하게 간주된다.

## 병인
자가면역성용혈성빈혈의 병인은 아직 잘 파악되지 않은 상태이다. 이 질병은 다른 기반이 되는 질병에 대해 속발성이거나 원발성일 수 있다.

## 치료
자가면역성용혈성빈혈의 치료와 관련하여 수많은 문헌이 존재한다. 치료의 효험은 온난성 AIHA나 저온성 AIHA의 진단에 따라 달라진다.
온난성 AIHA는 일반적으로 더 확산적인 질병으로, 단순히 기반이 되는 병인을 제거함으로써 치료하는 것은 불가능하다.
저온성 응집소 질병은 추위를 피함으로써, 또는 종종 리툭시맵을 이용하여 치료된다. 기반이 되는 병인을 제거하는 것도 중요하다.
발작성 저온성 헤모글로빈 요증은 감염과 같은 기반 병인을 제거함으로써 치료된다.

## 같이 보기
- 혈액학
- 용혈성 빈혈